# Lidové divadlo
Lidové neboli folklórní divadlo se řadí mezi lidovou slovesnost. Je potřeba odlišovat folklórní divadlo v tomto smyslu od lidového divadla ve smyslu německého Volkstheater jakožto divadla určeného nižším, lidovým vrstvám.
Charakteristika lidového divadla: „Do této oblasti zahrnujeme všechny folklorní projevy, v nichž dochází k hereckému ztvárnění děje na základě přeměny jedné postavy v jinou, s využitím dramatického textu, mimiky, gestikulace, masky, kostýmu, rekvizit apod. Okruh lidových her v nejširším slova smyslu tak tvoří skupina divadelních projevů od těch nejjednodušších, dětských her a výstupů v obřadech, přes vyspělejší hry obchůzkové až po hry sousedské, loutkové a hanácké zpěvohry, stojící na hranici mezi divadlem lidovým a umělým. Jednotlivé formy se lišily původem, charakterem a volbou výrazových prostředků, nacházíme však také řadu společných rysů, určujících specifiku lidového divadla jako celku.“
Lidové divadlo je charakteristické svou anonymitou, což ale nemusí být pravidlem. Autor obvykle není znám a texty her jsou především předávány ústní formou. Lidové divadlo je komunikační, zábavní nebo reprezentační prostředek komunikace. Představení mohou být spojená s lidovou medicínou a lidovými pověrami. Mnoho českých lidových her se shoduje s hrami našich sousedů, například Němců, Poláků nebo Slováků.
Základem lidového divadla je přeměna v roli. K tomu se využívají masky, škrabošky nebo figuríny. Pomocí těchto prostředků se jejich uživatelé domněle stávají někým jiným, jinými bytostmi. Pro lidové divadlo jsou charakteristické proměny textu, improvizace a proměna inscenací, které souvisí se sociálními nebo ekonomickými vlivy.

## Funkce lidového divadla
1. Náboženská funkce lidového divadla: jedná se o evangelická a biblická témata nebo náměty ze života svatých. V některých případech bylo představení doprovázeno zvonem z kostela nebo dokonce propůjčením kněžských rouch z kostela.
2. Funkce ceremoniální (obřadová): vychází ze zvykových tradic. Divadelní prvky mohou doprovázet například svatebních obřady.
3. Satirická funkce: tato funkce splývá s funkcí sociální. Satira umožňuje vysmívání se vybraným osobám. Herci se mohou posměšně vyjadřovat o vrchnosti. Herci z chudiny se posmívají bohatým sedlákům apod.
4. Hospodářská funkce: byla podstatnou funkcí lidového divadla, přesto však často záměrně opomíjena. Vzhledem k tomu, že autoři her byli do značné míry ekonomicky závislí na výši honorářů, není náhoda, že velké množství děl je záměrně značně zkráceno. Tato funkce má velký vliv na produktivnost jednotlivých umělců.[zdroj?]